# چارنه (استان لهستان کوچک‌تر)
چارنه (به لهستانی:  Czarne) یک روستا در لهستان است که در گمینا سنکووا واقع شده‌است. چارنه ۱۰ نفر جمعیت دارد.